# Maria Menounos
Maria Menounos (in greco Μαρία Μενούνος?; Medford, 8 giugno 1978) è una conduttrice televisiva, giornalista e attrice statunitense.

## Biografia
Nata in Massachusetts, è di origine greca.
È nota negli Stati Uniti come corrispondente per i rotocalchi televisivi Entertainment Tonight (2002-2005), Access Hollywood (2005-2011) e Extra (2011-2014).
Nel 2004-2005 appare in dieci episodi di One Tree Hill.
Ha condotto l'Eurovision Song Contest 2006 in Grecia assieme a Sakis Rouvas.
Nel 2012 ha partecipato al programma Dancing with the Stars e a WrestleMania XXVIII.